# Manoel Urbano
Manoel Urbano, amtlich Município de Manoel Urbano, auch Manuel Urbano, ist eine brasilianische Kleinstadt im Zentrum des Bundesstaates Acre.
Die Gemeinde hatte nach der Volkszählung 2022 11.996 Einwohner, die Manoel-Urbanenser oder verkürzt „Murbanenser“ genannt werden. Die Einwohnerzahl wurde nach der Schätzung des IBGE von 2024 auf 12.776 Ew. anwachsend geschätzt. Sie steht nach der Bevölkerungszahl an 19. Stelle der 22 municípios von Acre, mit einer Fläche von rund 10.633 km² hat sie das viertgrößte Territorium. Die Bevölkerungsdichte liegt bei geringen 1,1 Personen pro km².

## Geographie und Hydrographie
Manoel Urbano liegt auf einer Höhe von 185 Metern über dem Meeresspiegel. Das Klima ist heiß und feucht vom tropischen Typ Am der Klimaklassifikation nach Köppen und Geiger. Es liegt im Amazonas-Regenwald. Das Gebiet grenzt im Norden an den Bundesstaat Amazonas, im Süden und Osten an die Gemeinde Sena Madureira, im Westen an die Gemeinde Santa Rosa do Purus, im Nordwesten an die Gemeinde Feijó und grenzt im Südwesten an Peru.
Von Peru aus tritt der Rio Purus in das Gebiet von Manuel Urbano ein und fließt in nordöstlicher Richtung durch Acre und den Bundesstaat Amazonas, wo er in einem sehr stark mäandernden Flusslauf und mit nur wenig Gefälle dem großen Amazonas zufließt. Der Rio Purus ist über den größten Teil seiner Länge schiffbar, über den Rio Acre bis hin nach Bolivien.

## Geschichte und Namensherkunft
Bis in die Mitte des 19. Jahrhunderts war nicht an einer Besiedlung des Gebietes gedacht. Wirtschaftliche Interessen erweckte der Naturkautschuk, die Wirtschaftspolitik des brasilianischen Kaiserreiches war auf Kaffeeexport gerichtet und untersagte die Exploration der Gebiete im äußersten Westen. So war z. B. der Rio Acre mit seinen Zu- und Nebenflüssen in dem seinerzeit anerkannten Atlas do Império do Brasil  (1860) des Cândido Mendes de Almeida (1818–1881) nicht verzeichnet, das Gebiet war Geographen unbekannt. Den das Land durchstreifenden Bandeirantes war unbekannt, ob sie sich auf brasilianischem, peruanischem oder bolivianischem Gebiet befanden. Ab etwa 1850 hatten sich einige Expeditionen in das Gebiet aufgemacht, darunter 1852 João Rodrigues Cametá zum Rio Purus und der aus dem amazonischen Manacapurú stammende Mulatte Manuel Urbano da Encarnação, der die Region kannte, 1861 über den Rio Acre bis zum Rio Xapuri, weshalb ihm der Ruf eines Entdeckers anhaftete, sogar als „Entdecker Acres“. João da Cunha Correia erreichte 1858 den Rio Tarauacá, wobei sich die Fahrten zumeist auf bolivianischem Gebiet bewegten.
Ende des 19. Jahrhunderts hatten die Brüder João und Zé Moaco am Rio Purus den Kautschuksammelplatz (Seringal) Colocação Tabocal errichtet. Auf dem Rio Purus verkehrte das unter Anrainern bekannte Versorgungsschiff Castelo, nach dem der Distrikt distrito de Castelo benannt wurde. Dieser Bezirk, in dem die Kernsiedlung lag, unterstand der Stadt Sena Madureira. Der Ort wurde 1936 zur Vila Manoel Urbanbo zu Ehren des Entdeckers erhoben, 1950 der Distrikt Manoel Urbano geschaffen. Erst mit Ausgliederung aus dem Verwaltungsgebiet von Sena Madureira erhielt der Ort am 1. März 1963 als Munizip das Recht auf Selbstverwaltung unter dem Namen Município Manoel Urbano.

## Territorien der Indios
Das Schutzgebiet Terra Indígena do Alto Purus ist heute Heimat der zu den isolierten Völkern gehörenden Kulinas und der Kaxinawás oder Huni Kuin. Das Gebiet, ursprünglich für die Kulina vorgesehen, umfasst 13 % des 10.633 km² großen Munizipalgebietes. Es liegt zu einem beträchtlichen Teil in dem 2004 geschaffenen Parque Estadual do Chandless. Die Walddörfer (aldeias) liegen zerstreut an den Flüssen Rio Purus und seinen Nebenflüssen, Rio Tarauacá, Rio Jordão, Rio Breu, Rio Muru, Rio Envira und Rio Humaitá.

## Stadtverwaltung
Stadtpräfekt (Bürgermeister) ist nach der Kommunalwahl 2016 für die Amtszeit von 2017 bis 2020 José Altanízio Taumaturgo Sá (Tanizo Sá) von der Partido do Movimento Democrático Brasileiro (PMDB), der sich mit 2167 Stimmen gegen seinen Vorgänger Ale Araújo durchsetzte. Die Legislative liegt bei der Câmara Municipal, der Stadtverordnetenkammer.
Mit den beiden Städten Sena Madureira und Santa Rosa do Purus bildet sie die Mikroregion Sena Madureira, die wiederum mit den Mikroregionen Brasiléia und Rio Branco die Mesoregion Vale do Acre bildet. Diese Regionen dienen geographisch-statistischen und planerischen Zwecken.

### Liste der Stadtpräfekten
| Nr. | Präfekt                                  | Partei | Amtsbeginn      | Amtsende          | Bemerkungen                                        |
| 1   | Pelegrino Maia                           |        | 1976            | 1976              | ernannt                                            |
| 2   | Admilson Mendes de Araújo                |        | 1976            | 1978              | ernannt; Amtsrücktritt                             |
| 3   | José Ribeiro Dantas                      |        | 1978            | 1978              | 2 Monate, interimistisch ernannt                   |
| 4   | Sebastião Ferreira Lima                  |        | 1978            | 1979              | ernannt                                            |
| 5   | Admilson Mendes de Araújo                |        | 1980            | 1983              | ernannt                                            |
| 6   | Francisco Pereira Filho                  |        | 1984            | 31. Dezember 1985 | ernannt                                            |
| 7   | Antônio do Nascimento Martins            | PMDB   | 1. Januar 1986  | 31. Dezember 1988 | gewählt                                            |
| 8   | Manoel da Silva Almeida                  | PMDB   | 1. Januar 1989  | 31. Dezember 1992 | gewählt                                            |
| 9   | Admilson Mendes de Araújo                | PDS    | 1. Januar 1993  | 31. Dezember 1996 | gewählt                                            |
| 10  | Jorge Almeida da Silva                   | PT     | 1. Januar 1997  | 31. Dezember 2000 | gewählt                                            |
| 10  | Jorge Almeida da Silva                   | PT     | 1. Januar 2001  | 31. Dezember 2004 | gewählt                                            |
| 11  | Manoel da Silva Almeida                  | PSDC   | 1. Januar 2005  | 31. Dezember 2008 | gewählt                                            |
| 11  | Manoel da Silva Almeida                  | PP     | 1. Januar 2009  | 19. August 2010   | wiedergewählt; Amtsrücktritt                       |
| —   | Francisco Sebastião Mendes               | PP     | 20. August 2010 | 31. Dezember 2012 | gewählter Stellvertretender Präfekt, Amtsübernahme |
| 12  | Ale Anute Silva, (Ale Araújo)            | DEM    | 1. Januar 2013  | 31. Dezember 2016 | gewählt                                            |
| 13  | José Altanízio Taumaturgo Sá (Tanizo Sá) | PMDB   | 1. Januar 2017  | amtierend         | gewählt                                            |

## Bevölkerungsentwicklung
Quelle IBGE (Angabe für 2024 ist lediglich eine Schätzung)

## Infrastruktur
Hauptverkehrsadern sind die Flüsse. Die diagonale Bundesstraße BR-364 verbindet westlich mit Peru, östlich mit der 244 km entfernten Hauptstadt Rio Branco. Der Ort verfügt über einen Regionalflughafen, den Manoel Urbano Airport  (ICAO-Code: SSPX).

## Bildung
Die Analphabetenquote betrug 1991 72,3 %, die sich bei der Volkszählung 2010 bereits auf 39,8 % reduziert hatte.

## Persönlichkeiten der Stadt
- Iolanda Fleming (* 1936), Politikerin und ehemalige Gouverneurin des Bundesstaates Acres
- Omar Sabino de Paula (1932–2011), Politiker und ehemaliger Vizegouverneur